# Seborga
Seborga je italské městečko se 316 obyvateli (sčítání z roku 2008) ležící v provincii Imperia v regionu Ligurie, asi 7 km západně od města San Remo. Zdrojem příjmů pro lokální ekonomiky je kromě pěstování květin a oliv feudální státeček, který vyhlásili místní obyvatelé.

## Historie
Seborga je starobylé sídlo, podle jedné legendy zde byl ve středověku ukryt Svatý grál. V roce 954 věnoval Seborgu hrabě z Ventimiglia benediktinům a v roce 1079 bylo opatství povýšeno na knížectví v rámci Svaté říše římské. Od roku 1630 razilo vlastní měnu. V lednu 1729 zakoupila panství od řádu savojská dynastie a v důsledku toho se stalo v roce 1861 součástí sjednocené Itálie. Transakce však byla natolik nevýznamná, že se ji ani nikdo neobtěžoval zaknihovat. Proto v roce 1963 vyhlásil místní květinář Giorgio Carbone anexi Seborgy za neplatnou a jmenoval se knížetem nezávislého státu. V dubnu 1995 se konalo referendum, v němž se 304 z 308 oprávněných voličů vyslovilo pro samostatnost Knížectví Seborga. Giorgio Carbone zemřel v roce 2009 a jeho nástupcem byl zvolen Marcello Menegatto.

## Status knížectví

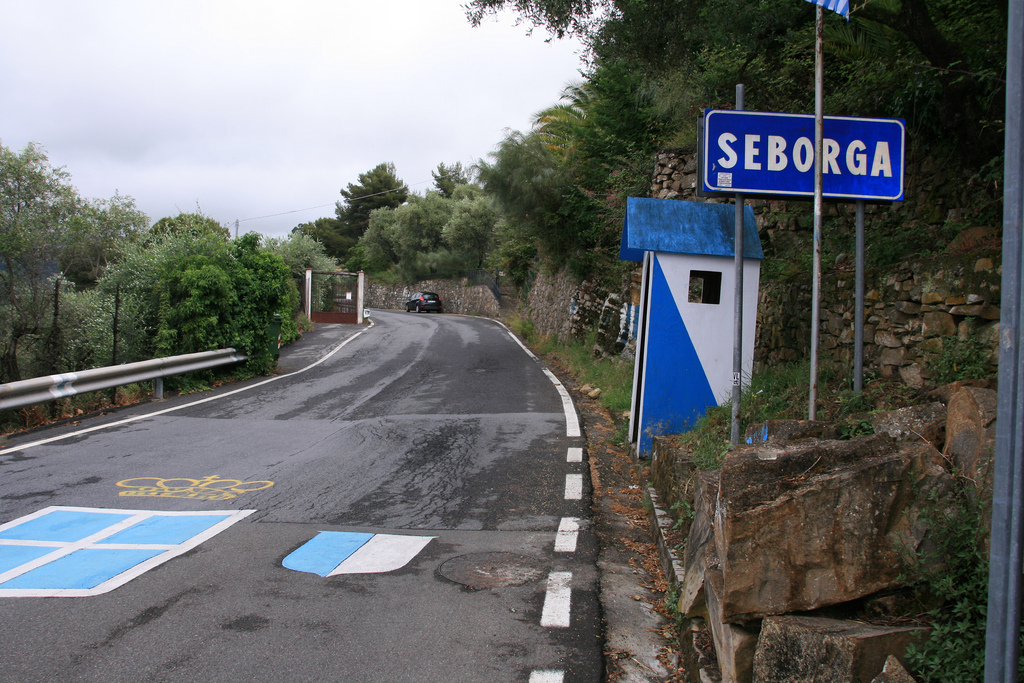
Celnice na hranicích Seborgy

Seborga má rozlohu 15 čtverečních kilometrů, kromě obyvatel obce je jeho státními příslušníky asi 2000 sympatizantů po celém světě. Stát je volební monarchií, má vlastní znak (bílý kříž v modrém poli, vycházející ze symbolu benediktinů) a vlajku, hymnu, ústavu i mezinárodní poznávací značku aut. Státní heslo zní latinsky Sub Umbra Sede – Sedím ve stínu (rozuměno pod ochranou církve). Státním svátkem je 20. srpen, den svatého Bernarda, patrona místního kostela. V seborských obchodech je možno platit kromě eura také místní měnou zvanou luigino – s dolarovým kursem 1:6 nejcennější měnou světa. Knížectví vydává také poštovní známky, ty ale filatelisté označují za bezcenné (tzv. Popelky – Cinderellas), protože neslouží skutečnému poštovnímu styku. Seborská armáda má jediného vojáka, takže je nejmenším ozbrojeným sborem světa.
Vyhlášení seborské samostatnosti nemělo ve skutečném světě žádné právní důsledky.[zdroj⁠?!] Seboržané nadále dodržují italské zákony, platí italské daně, účastní se italských voleb. Italské úřady nijak nezakročily proti vyvěšování seborských vlajek a podobně, za legitimního představitele Seborgy však považují voleného starostu Franca Fogliariniho, který se od knížectví distancuje. Republika Burkina Faso sice Seborgu oficiálně uznala a navázala s ní diplomatické styky, to ale nebere nikdo[zdroj⁠?!] vážně a Seborga je tak mezinárodním společenstvím řazena[zdroj⁠?!] mezi takzvané mikronárody, tedy imaginární soukromé státečky.